# Dynastie hassidique de Bobov
Les Hassidim de Bobov (yiddish : חסידות באבוב) sont les adhérents et membres de la dynastie hassidique de Bobov, c'est-à-dire originaire de Bobowa, une ville galicienne dans le sud de la Pologne. 
Leur centre actuel se trouve dans les environs du Borough Park de Brooklyn. Les Bobover possèdent également des branches dans la section Williamsburg de Brooklyn, à Monsey, Miami, Montréal, Toronto, Anvers et Londres. 
En Israël, les Bobover ont établi des branches à Jérusalem, Bnei Brak, Ashdod, Betar Illit et une enclave, Kiryat Bobov, à Bat Yam. 
La synagogue de Bobowa, vandalisée pendant la Seconde Guerre mondiale, a été restaurée et est utilisée régulièrement lors des pèlerinages organisées par les Hassidim de Bobov sur les tombes de leurs Rebbe.

## Présentation de la dynastie
| Grand-rabbin Israël ben Eliezer Baal Shem Tov (1698–1760) fondateur du hassidisme | Grand-rabbin Israël ben Eliezer Baal Shem Tov (1698–1760) fondateur du hassidisme | Grand-rabbin Israël ben Eliezer Baal Shem Tov (1698–1760) fondateur du hassidisme                                             | Grand-rabbin Israël ben Eliezer Baal Shem Tov (1698–1760) fondateur du hassidisme                                             | Grand-rabbin Israël ben Eliezer Baal Shem Tov (1698–1760) fondateur du hassidisme                                             | Grand-rabbin Israël ben Eliezer Baal Shem Tov (1698–1760) fondateur du hassidisme                                             | | | Grand-rabbin Dov Ber (1710–1772) le Maggid de Mezeritch | Grand-rabbin Dov Ber (1710–1772) le Maggid de Mezeritch | Grand-rabbin Dov Ber (1710–1772) le Maggid de Mezeritch                                        | Grand-rabbin Dov Ber (1710–1772) le Maggid de Mezeritch                                        | Grand-rabbin Dov Ber (1710–1772) le Maggid de Mezeritch                                        | Grand-rabbin Dov Ber (1710–1772) le Maggid de Mezeritch                                        |                                                                                                |                                                                                                | Grand-rabbin Elimelekh de Lijensk (1717–1786) auteur de Noam Elimelekh | Grand-rabbin Elimelekh de Lijensk (1717–1786) auteur de Noam Elimelekh | Grand-rabbin Elimelekh de Lijensk (1717–1786) auteur de Noam Elimelekh | Grand-rabbin Elimelekh de Lijensk (1717–1786) auteur de Noam Elimelekh | Grand-rabbin Elimelekh de Lijensk (1717–1786) auteur de Noam Elimelekh | Grand-rabbin Elimelekh de Lijensk (1717–1786) auteur de Noam Elimelekh |                                                                       |                                                                       | Grand-rabbin Naftali Tzvi Horowitz de Ropshitz (1760–1827) auteur de Zera Kodesh | Grand-rabbin Naftali Tzvi Horowitz de Ropshitz (1760–1827) auteur de Zera Kodesh | Grand-rabbin Naftali Tzvi Horowitz de Ropshitz (1760–1827) auteur de Zera Kodesh                | Grand-rabbin Naftali Tzvi Horowitz de Ropshitz (1760–1827) auteur de Zera Kodesh                | Grand-rabbin Naftali Tzvi Horowitz de Ropshitz (1760–1827) auteur de Zera Kodesh                | Grand-rabbin Naftali Tzvi Horowitz de Ropshitz (1760–1827) auteur de Zera Kodesh                |                                                                                                 |                                                                                                 | Grand-rabbin Hayim Halberstam de Sanz (1793–1876) auteur de Divrei Hayim | Grand-rabbin Hayim Halberstam de Sanz (1793–1876) auteur de Divrei Hayim | Grand-rabbin Hayim Halberstam de Sanz (1793–1876) auteur de Divrei Hayim        | Grand-rabbin Hayim Halberstam de Sanz (1793–1876) auteur de Divrei Hayim        | Grand-rabbin Hayim Halberstam de Sanz (1793–1876) auteur de Divrei Hayim        | Grand-rabbin Hayim Halberstam de Sanz (1793–1876) auteur de Divrei Hayim        |                                                                                 |                                                                                 | Rabbin Myer Nosson Halberstam (1827–1855) | Rabbin Myer Nosson Halberstam (1827–1855) | Rabbin Myer Nosson Halberstam (1827–1855)                               | Rabbin Myer Nosson Halberstam (1827–1855)                               | Rabbin Myer Nosson Halberstam (1827–1855)                               | Rabbin Myer Nosson Halberstam (1827–1855)                               |                                                                         |                                                                         |  |  |  |  |  |  |  |  |  |  |  |  |  |  |  |  |  |  |  |  |
| Grand-rabbin Israël ben Eliezer Baal Shem Tov (1698–1760) fondateur du hassidisme | Grand-rabbin Israël ben Eliezer Baal Shem Tov (1698–1760) fondateur du hassidisme | Grand-rabbin Israël ben Eliezer Baal Shem Tov (1698–1760) fondateur du hassidisme                                             | Grand-rabbin Israël ben Eliezer Baal Shem Tov (1698–1760) fondateur du hassidisme                                             | Grand-rabbin Israël ben Eliezer Baal Shem Tov (1698–1760) fondateur du hassidisme                                             | Grand-rabbin Israël ben Eliezer Baal Shem Tov (1698–1760) fondateur du hassidisme                                             | | | Grand-rabbin Dov Ber (1710–1772) le Maggid de Mezeritch | Grand-rabbin Dov Ber (1710–1772) le Maggid de Mezeritch | Grand-rabbin Dov Ber (1710–1772) le Maggid de Mezeritch                                        | Grand-rabbin Dov Ber (1710–1772) le Maggid de Mezeritch                                        | Grand-rabbin Dov Ber (1710–1772) le Maggid de Mezeritch                                        | Grand-rabbin Dov Ber (1710–1772) le Maggid de Mezeritch                                        |                                                                                                |                                                                                                | Grand-rabbin Elimelekh de Lijensk (1717–1786) auteur de Noam Elimelekh | Grand-rabbin Elimelekh de Lijensk (1717–1786) auteur de Noam Elimelekh | Grand-rabbin Elimelekh de Lijensk (1717–1786) auteur de Noam Elimelekh | Grand-rabbin Elimelekh de Lijensk (1717–1786) auteur de Noam Elimelekh | Grand-rabbin Elimelekh de Lijensk (1717–1786) auteur de Noam Elimelekh | Grand-rabbin Elimelekh de Lijensk (1717–1786) auteur de Noam Elimelekh |                                                                       |                                                                       | Grand-rabbin Naftali Tzvi Horowitz de Ropshitz (1760–1827) auteur de Zera Kodesh | Grand-rabbin Naftali Tzvi Horowitz de Ropshitz (1760–1827) auteur de Zera Kodesh | Grand-rabbin Naftali Tzvi Horowitz de Ropshitz (1760–1827) auteur de Zera Kodesh                | Grand-rabbin Naftali Tzvi Horowitz de Ropshitz (1760–1827) auteur de Zera Kodesh                | Grand-rabbin Naftali Tzvi Horowitz de Ropshitz (1760–1827) auteur de Zera Kodesh                | Grand-rabbin Naftali Tzvi Horowitz de Ropshitz (1760–1827) auteur de Zera Kodesh                |                                                                                                 |                                                                                                 | Grand-rabbin Hayim Halberstam de Sanz (1793–1876) auteur de Divrei Hayim | Grand-rabbin Hayim Halberstam de Sanz (1793–1876) auteur de Divrei Hayim | Grand-rabbin Hayim Halberstam de Sanz (1793–1876) auteur de Divrei Hayim        | Grand-rabbin Hayim Halberstam de Sanz (1793–1876) auteur de Divrei Hayim        | Grand-rabbin Hayim Halberstam de Sanz (1793–1876) auteur de Divrei Hayim        | Grand-rabbin Hayim Halberstam de Sanz (1793–1876) auteur de Divrei Hayim        |                                                                                 |                                                                                 | Rabbin Myer Nosson Halberstam (1827–1855) | Rabbin Myer Nosson Halberstam (1827–1855) | Rabbin Myer Nosson Halberstam (1827–1855)                               | Rabbin Myer Nosson Halberstam (1827–1855)                               | Rabbin Myer Nosson Halberstam (1827–1855)                               | Rabbin Myer Nosson Halberstam (1827–1855)                               |                                                                         |                                                                         |  |  |  |  |  |  |  |  |  |  |  |  |  |  |  |  |  |  |  |  |
|                                                                                   |                                                                                   | | | | | | |                                                         |                                                         |                                                                                                |                                                                                                |                                                                                                |                                                                                                |                                                                                                |                                                                                                |                                                                        |                                                                        |                                                                        |                                                                        |                                                                        |                                                                        |                                                                       |                                                                       |                                                                                  |                                                                                  |                                                                                                 |                                                                                                 |                                                                                                 |                                                                                                 |                                                                                                 |                                                                                                 |                                                                          |                                                                          |                                                                                 |                                                                                 |                                                                                 |                                                                                 |                                                                                 |                                                                                 |                                           |                                           |                                                                         |                                                                         |                                                                         |                                                                         |                                                                         |                                                                         |  |  |  |  |  |  |  |  |  |  |  |  |  |  |  |  |  |  |  |  |
|                                                                                   |                                                                                   | | | | | | |                                                         |                                                         |                                                                                                |                                                                                                |                                                                                                |                                                                                                |                                                                                                |                                                                                                |                                                                        |                                                                        |                                                                        |                                                                        |                                                                        |                                                                        |                                                                       |                                                                       |                                                                                  |                                                                                  |                                                                                                 |                                                                                                 |                                                                                                 |                                                                                                 |                                                                                                 |                                                                                                 |                                                                          |                                                                          |                                                                                 |                                                                                 |                                                                                 |                                                                                 |                                                                                 |                                                                                 |                                           |                                           |                                                                         |                                                                         |                                                                         |                                                                         |                                                                         |                                                                         |  |  |  |  |  |  |  |  |  |  |  |  |  |  |  |  |  |  |  |  |
|                                                                                   |                                                                                   | | | | | | |                                                         |                                                         |                                                                                                |                                                                                                |                                                                                                |                                                                                                |                                                                                                |                                                                                                |                                                                        |                                                                        | 3. Grand-rabbin Shlomo Halberstam (1907–2000) Troisième Bobover Rebbe  | 3. Grand-rabbin Shlomo Halberstam (1907–2000) Troisième Bobover Rebbe  | 3. Grand-rabbin Shlomo Halberstam (1907–2000) Troisième Bobover Rebbe  | 3. Grand-rabbin Shlomo Halberstam (1907–2000) Troisième Bobover Rebbe  | 3. Grand-rabbin Shlomo Halberstam (1907–2000) Troisième Bobover Rebbe | 3. Grand-rabbin Shlomo Halberstam (1907–2000) Troisième Bobover Rebbe |                                                                                  |                                                                                  | 4. Grand-rabbin Naftali Tzvi Halberstam (1931–2005) Quatrième Bobover Rebbe                     | 4. Grand-rabbin Naftali Tzvi Halberstam (1931–2005) Quatrième Bobover Rebbe                     | 4. Grand-rabbin Naftali Tzvi Halberstam (1931–2005) Quatrième Bobover Rebbe                     | 4. Grand-rabbin Naftali Tzvi Halberstam (1931–2005) Quatrième Bobover Rebbe                     | 4. Grand-rabbin Naftali Tzvi Halberstam (1931–2005) Quatrième Bobover Rebbe                     | 4. Grand-rabbin Naftali Tzvi Halberstam (1931–2005) Quatrième Bobover Rebbe                     |                                                                          |                                                                          | Dame Halberstam                                                                 | Dame Halberstam                                                                 | Dame Halberstam                                                                 | Dame Halberstam                                                                 | Dame Halberstam                                                                 | Dame Halberstam                                                                 |                                           |                                           |                                                                         |                                                                         |                                                                         |                                                                         |                                                                         |                                                                         |  |  |  |  |  |  |  |  |  |  |  |  |  |  |  |  |  |  |  |  |
|                                                                                   |                                                                                   | | | | | | |                                                         |                                                         |                                                                                                |                                                                                                |                                                                                                |                                                                                                |                                                                                                |                                                                                                |                                                                        |                                                                        | 3. Grand-rabbin Shlomo Halberstam (1907–2000) Troisième Bobover Rebbe  | 3. Grand-rabbin Shlomo Halberstam (1907–2000) Troisième Bobover Rebbe  | 3. Grand-rabbin Shlomo Halberstam (1907–2000) Troisième Bobover Rebbe  | 3. Grand-rabbin Shlomo Halberstam (1907–2000) Troisième Bobover Rebbe  | 3. Grand-rabbin Shlomo Halberstam (1907–2000) Troisième Bobover Rebbe | 3. Grand-rabbin Shlomo Halberstam (1907–2000) Troisième Bobover Rebbe |                                                                                  |                                                                                  | 4. Grand-rabbin Naftali Tzvi Halberstam (1931–2005) Quatrième Bobover Rebbe                     | 4. Grand-rabbin Naftali Tzvi Halberstam (1931–2005) Quatrième Bobover Rebbe                     | 4. Grand-rabbin Naftali Tzvi Halberstam (1931–2005) Quatrième Bobover Rebbe                     | 4. Grand-rabbin Naftali Tzvi Halberstam (1931–2005) Quatrième Bobover Rebbe                     | 4. Grand-rabbin Naftali Tzvi Halberstam (1931–2005) Quatrième Bobover Rebbe                     | 4. Grand-rabbin Naftali Tzvi Halberstam (1931–2005) Quatrième Bobover Rebbe                     |                                                                          |                                                                          | Dame Halberstam                                                                 | Dame Halberstam                                                                 | Dame Halberstam                                                                 | Dame Halberstam                                                                 | Dame Halberstam                                                                 | Dame Halberstam                                                                 |                                           |                                           |                                                                         |                                                                         |                                                                         |                                                                         |                                                                         |                                                                         |  |  |  |  |  |  |  |  |  |  |  |  |  |  |  |  |  |  |  |  |
|                                                                                   |                                                                                   | | | | | | |                                                         |                                                         |                                                                                                |                                                                                                |                                                                                                |                                                                                                |                                                                                                |                                                                                                |                                                                        |                                                                        |                                                                        |                                                                        |                                                                        |                                                                        |                                                                       |                                                                       |                                                                                  |                                                                                  |                                                                                                 |                                                                                                 |                                                                                                 |                                                                                                 |                                                                                                 |                                                                                                 |                                                                          |                                                                          |                                                                                 |                                                                                 |                                                                                 |                                                                                 |                                                                                 |                                                                                 |                                           |                                           |                                                                         |                                                                         |                                                                         |                                                                         |                                                                         |                                                                         |  |  |  |  |  |  |  |  |  |  |  |  |  |  |  |  |  |  |  |  |
|                                                                                   |                                                                                   | | | | | | |                                                         |                                                         |                                                                                                |                                                                                                |                                                                                                |                                                                                                |                                                                                                |                                                                                                |                                                                        |                                                                        |                                                                        |                                                                        |                                                                        |                                                                        |                                                                       |                                                                       |                                                                                  |                                                                                  |                                                                                                 |                                                                                                 |                                                                                                 |                                                                                                 |                                                                                                 |                                                                                                 |                                                                          |                                                                          |                                                                                 |                                                                                 |                                                                                 |                                                                                 |                                                                                 |                                                                                 |                                           |                                           |                                                                         |                                                                         |                                                                         |                                                                         |                                                                         |                                                                         |  |  |  |  |  |  |  |  |  |  |  |  |  |  |  |  |  |  |  |  |
|                                                                                   |                                                                                   | 1. Grand-rabbin Shlomo Halberstam (1847–1905) Premier Bobover Rebbe auteur de l'Ateres Shlomo petit-fils aîné du Divrei Hayim | 1. Grand-rabbin Shlomo Halberstam (1847–1905) Premier Bobover Rebbe auteur de l'Ateres Shlomo petit-fils aîné du Divrei Hayim | 1. Grand-rabbin Shlomo Halberstam (1847–1905) Premier Bobover Rebbe auteur de l'Ateres Shlomo petit-fils aîné du Divrei Hayim | 1. Grand-rabbin Shlomo Halberstam (1847–1905) Premier Bobover Rebbe auteur de l'Ateres Shlomo petit-fils aîné du Divrei Hayim | 1. Grand-rabbin Shlomo Halberstam (1847–1905) Premier Bobover Rebbe auteur de l'Ateres Shlomo petit-fils aîné du Divrei Hayim | 1. Grand-rabbin Shlomo Halberstam (1847–1905) Premier Bobover Rebbe auteur de l'Ateres Shlomo petit-fils aîné du Divrei Hayim |                                                         |                                                         | 2. Grand-rabbin Ben Zion Halberstam (1874–1941) Second Bobover Rebbe auteur du Kedoushas Tzion | 2. Grand-rabbin Ben Zion Halberstam (1874–1941) Second Bobover Rebbe auteur du Kedoushas Tzion | 2. Grand-rabbin Ben Zion Halberstam (1874–1941) Second Bobover Rebbe auteur du Kedoushas Tzion | 2. Grand-rabbin Ben Zion Halberstam (1874–1941) Second Bobover Rebbe auteur du Kedoushas Tzion | 2. Grand-rabbin Ben Zion Halberstam (1874–1941) Second Bobover Rebbe auteur du Kedoushas Tzion | 2. Grand-rabbin Ben Zion Halberstam (1874–1941) Second Bobover Rebbe auteur du Kedoushas Tzion |                                                                        |                                                                        |                                                                        |                                                                        |                                                                        |                                                                        |                                                                       |                                                                       |                                                                                  |                                                                                  | 5. Grand-rabbin Ben Zion Aryeh Leibish Halberstam (né en 1955) Bobover Rebbe actuel (contesté)  | 5. Grand-rabbin Ben Zion Aryeh Leibish Halberstam (né en 1955) Bobover Rebbe actuel (contesté)  | 5. Grand-rabbin Ben Zion Aryeh Leibish Halberstam (né en 1955) Bobover Rebbe actuel (contesté)  | 5. Grand-rabbin Ben Zion Aryeh Leibish Halberstam (né en 1955) Bobover Rebbe actuel (contesté)  | 5. Grand-rabbin Ben Zion Aryeh Leibish Halberstam (né en 1955) Bobover Rebbe actuel (contesté)  | 5. Grand-rabbin Ben Zion Aryeh Leibish Halberstam (né en 1955) Bobover Rebbe actuel (contesté)  |                                                                          |                                                                          | 5. Grand-rabbin Mordechaï Dovid Unger (b. 1954) Bobover Rebbe actuel (contesté) | 5. Grand-rabbin Mordechaï Dovid Unger (b. 1954) Bobover Rebbe actuel (contesté) | 5. Grand-rabbin Mordechaï Dovid Unger (b. 1954) Bobover Rebbe actuel (contesté) | 5. Grand-rabbin Mordechaï Dovid Unger (b. 1954) Bobover Rebbe actuel (contesté) | 5. Grand-rabbin Mordechaï Dovid Unger (b. 1954) Bobover Rebbe actuel (contesté) | 5. Grand-rabbin Mordechaï Dovid Unger (b. 1954) Bobover Rebbe actuel (contesté) |                                           |                                           | Rabbi Yossef Unger Ruv du Beth Midrash Apirion Shel Shlome              | Rabbi Yossef Unger Ruv du Beth Midrash Apirion Shel Shlome              | Rabbi Yossef Unger Ruv du Beth Midrash Apirion Shel Shlome              | Rabbi Yossef Unger Ruv du Beth Midrash Apirion Shel Shlome              | Rabbi Yossef Unger Ruv du Beth Midrash Apirion Shel Shlome              | Rabbi Yossef Unger Ruv du Beth Midrash Apirion Shel Shlome              |  |  |  |  |  |  |  |  |  |  |  |  |  |  |  |  |  |  |  |  |
|                                                                                   |                                                                                   | 1. Grand-rabbin Shlomo Halberstam (1847–1905) Premier Bobover Rebbe auteur de l'Ateres Shlomo petit-fils aîné du Divrei Hayim | 1. Grand-rabbin Shlomo Halberstam (1847–1905) Premier Bobover Rebbe auteur de l'Ateres Shlomo petit-fils aîné du Divrei Hayim | 1. Grand-rabbin Shlomo Halberstam (1847–1905) Premier Bobover Rebbe auteur de l'Ateres Shlomo petit-fils aîné du Divrei Hayim | 1. Grand-rabbin Shlomo Halberstam (1847–1905) Premier Bobover Rebbe auteur de l'Ateres Shlomo petit-fils aîné du Divrei Hayim | 1. Grand-rabbin Shlomo Halberstam (1847–1905) Premier Bobover Rebbe auteur de l'Ateres Shlomo petit-fils aîné du Divrei Hayim | 1. Grand-rabbin Shlomo Halberstam (1847–1905) Premier Bobover Rebbe auteur de l'Ateres Shlomo petit-fils aîné du Divrei Hayim |                                                         |                                                         | 2. Grand-rabbin Ben Zion Halberstam (1874–1941) Second Bobover Rebbe auteur du Kedoushas Tzion | 2. Grand-rabbin Ben Zion Halberstam (1874–1941) Second Bobover Rebbe auteur du Kedoushas Tzion | 2. Grand-rabbin Ben Zion Halberstam (1874–1941) Second Bobover Rebbe auteur du Kedoushas Tzion | 2. Grand-rabbin Ben Zion Halberstam (1874–1941) Second Bobover Rebbe auteur du Kedoushas Tzion | 2. Grand-rabbin Ben Zion Halberstam (1874–1941) Second Bobover Rebbe auteur du Kedoushas Tzion | 2. Grand-rabbin Ben Zion Halberstam (1874–1941) Second Bobover Rebbe auteur du Kedoushas Tzion |                                                                        |                                                                        |                                                                        |                                                                        |                                                                        |                                                                        |                                                                       |                                                                       |                                                                                  |                                                                                  | 5. Grand-rabbin Ben Zion Aryeh Leibish Halberstam (né en 1955) Bobover Rebbe actuel (contesté)  | 5. Grand-rabbin Ben Zion Aryeh Leibish Halberstam (né en 1955) Bobover Rebbe actuel (contesté)  | 5. Grand-rabbin Ben Zion Aryeh Leibish Halberstam (né en 1955) Bobover Rebbe actuel (contesté)  | 5. Grand-rabbin Ben Zion Aryeh Leibish Halberstam (né en 1955) Bobover Rebbe actuel (contesté)  | 5. Grand-rabbin Ben Zion Aryeh Leibish Halberstam (né en 1955) Bobover Rebbe actuel (contesté)  | 5. Grand-rabbin Ben Zion Aryeh Leibish Halberstam (né en 1955) Bobover Rebbe actuel (contesté)  |                                                                          |                                                                          | 5. Grand-rabbin Mordechaï Dovid Unger (b. 1954) Bobover Rebbe actuel (contesté) | 5. Grand-rabbin Mordechaï Dovid Unger (b. 1954) Bobover Rebbe actuel (contesté) | 5. Grand-rabbin Mordechaï Dovid Unger (b. 1954) Bobover Rebbe actuel (contesté) | 5. Grand-rabbin Mordechaï Dovid Unger (b. 1954) Bobover Rebbe actuel (contesté) | 5. Grand-rabbin Mordechaï Dovid Unger (b. 1954) Bobover Rebbe actuel (contesté) | 5. Grand-rabbin Mordechaï Dovid Unger (b. 1954) Bobover Rebbe actuel (contesté) |                                           |                                           | Rabbi Yossef Unger Ruv du Beth Midrash Apirion Shel Shlome              | Rabbi Yossef Unger Ruv du Beth Midrash Apirion Shel Shlome              | Rabbi Yossef Unger Ruv du Beth Midrash Apirion Shel Shlome              | Rabbi Yossef Unger Ruv du Beth Midrash Apirion Shel Shlome              | Rabbi Yossef Unger Ruv du Beth Midrash Apirion Shel Shlome              | Rabbi Yossef Unger Ruv du Beth Midrash Apirion Shel Shlome              |  |  |  |  |  |  |  |  |  |  |  |  |  |  |  |  |  |  |  |  |
|                                                                                   |                                                                                   | | | | | | |                                                         |                                                         |                                                                                                |                                                                                                |                                                                                                |                                                                                                |                                                                                                |                                                                                                |                                                                        |                                                                        |                                                                        |                                                                        |                                                                        |                                                                        |                                                                       |                                                                       |                                                                                  |                                                                                  |                                                                                                 |                                                                                                 |                                                                                                 |                                                                                                 |                                                                                                 |                                                                                                 |                                                                          |                                                                          |                                                                                 |                                                                                 |                                                                                 |                                                                                 |                                                                                 |                                                                                 |                                           |                                           |                                                                         |                                                                         |                                                                         |                                                                         |                                                                         |                                                                         |  |  |  |  |  |  |  |  |  |  |  |  |  |  |  |  |  |  |  |  |
|                                                                                   |                                                                                   | | | | | | |                                                         |                                                         |                                                                                                |                                                                                                |                                                                                                |                                                                                                |                                                                                                |                                                                                                |                                                                        |                                                                        |                                                                        |                                                                        |                                                                        |                                                                        |                                                                       |                                                                       |                                                                                  |                                                                                  | Dame Halberstam                                                                                 | Dame Halberstam                                                                                 | Dame Halberstam                                                                                 | Dame Halberstam                                                                                 | Dame Halberstam                                                                                 | Dame Halberstam                                                                                 |                                                                          |                                                                          | Dame Halberstam                                                                 | Dame Halberstam                                                                 | Dame Halberstam                                                                 | Dame Halberstam                                                                 | Dame Halberstam                                                                 | Dame Halberstam                                                                 |                                           |                                           | Dame Rubin                                                              | Dame Rubin                                                              | Dame Rubin                                                              | Dame Rubin                                                              | Dame Rubin                                                              | Dame Rubin                                                              |  |  |  |  |  |  |  |  |  |  |  |  |  |  |  |  |  |  |  |  |
|                                                                                   |                                                                                   | | | | | | |                                                         |                                                         |                                                                                                |                                                                                                |                                                                                                |                                                                                                |                                                                                                |                                                                                                |                                                                        |                                                                        |                                                                        |                                                                        |                                                                        |                                                                        |                                                                       |                                                                       |                                                                                  |                                                                                  | Dame Halberstam                                                                                 | Dame Halberstam                                                                                 | Dame Halberstam                                                                                 | Dame Halberstam                                                                                 | Dame Halberstam                                                                                 | Dame Halberstam                                                                                 |                                                                          |                                                                          | Dame Halberstam                                                                 | Dame Halberstam                                                                 | Dame Halberstam                                                                 | Dame Halberstam                                                                 | Dame Halberstam                                                                 | Dame Halberstam                                                                 |                                           |                                           | Dame Rubin                                                              | Dame Rubin                                                              | Dame Rubin                                                              | Dame Rubin                                                              | Dame Rubin                                                              | Dame Rubin                                                              |  |  |  |  |  |  |  |  |  |  |  |  |  |  |  |  |  |  |  |  |
|                                                                                   |                                                                                   | | | | | | |                                                         |                                                         |                                                                                                |                                                                                                |                                                                                                |                                                                                                |                                                                                                |                                                                                                |                                                                        |                                                                        |                                                                        |                                                                        |                                                                        |                                                                        |                                                                       |                                                                       |                                                                                  |                                                                                  |                                                                                                 |                                                                                                 |                                                                                                 |                                                                                                 |                                                                                                 |                                                                                                 |                                                                          |                                                                          |                                                                                 |                                                                                 |                                                                                 |                                                                                 |                                                                                 |                                                                                 |                                           |                                           |                                                                         |                                                                         |                                                                         |                                                                         |                                                                         |                                                                         |  |  |  |  |  |  |  |  |  |  |  |  |  |  |  |  |  |  |  |  |
|                                                                                   |                                                                                   | | | | | | |                                                         |                                                         |                                                                                                |                                                                                                |                                                                                                |                                                                                                |                                                                                                |                                                                                                |                                                                        |                                                                        |                                                                        |                                                                        |                                                                        |                                                                        |                                                                       |                                                                       |                                                                                  |                                                                                  |                                                                                                 |                                                                                                 |                                                                                                 |                                                                                                 |                                                                                                 |                                                                                                 |                                                                          |                                                                          |                                                                                 |                                                                                 |                                                                                 |                                                                                 |                                                                                 |                                                                                 |                                           |                                           |                                                                         |                                                                         |                                                                         |                                                                         |                                                                         |                                                                         |  |  |  |  |  |  |  |  |  |  |  |  |  |  |  |  |  |  |  |  |
|                                                                                   |                                                                                   | | | | | | |                                                         |                                                         |                                                                                                |                                                                                                |                                                                                                |                                                                                                |                                                                                                |                                                                                                |                                                                        |                                                                        |                                                                        |                                                                        |                                                                        |                                                                        |                                                                       |                                                                       |                                                                                  |                                                                                  | Rabbi Hayim Yaakov Tauber Dayan actuel de la 48e rue                                            | Rabbi Hayim Yaakov Tauber Dayan actuel de la 48e rue                                            | Rabbi Hayim Yaakov Tauber Dayan actuel de la 48e rue                                            | Rabbi Hayim Yaakov Tauber Dayan actuel de la 48e rue                                            | Rabbi Hayim Yaakov Tauber Dayan actuel de la 48e rue                                            | Rabbi Hayim Yaakov Tauber Dayan actuel de la 48e rue                                            |                                                                          |                                                                          | 5. Rabbi Yehoshoua Rubin (b. 1952) Bobover Ruv actuel (contesté)                | 5. Rabbi Yehoshoua Rubin (b. 1952) Bobover Ruv actuel (contesté)                | 5. Rabbi Yehoshoua Rubin (b. 1952) Bobover Ruv actuel (contesté)                | 5. Rabbi Yehoshoua Rubin (b. 1952) Bobover Ruv actuel (contesté)                | 5. Rabbi Yehoshoua Rubin (b. 1952) Bobover Ruv actuel (contesté)                | 5. Rabbi Yehoshoua Rubin (b. 1952) Bobover Ruv actuel (contesté)                |                                           |                                           | Rabbi Zvi Hirsh Rabinowitz Ruv actuel de la Bobover Shul de Monsey      | Rabbi Zvi Hirsh Rabinowitz Ruv actuel de la Bobover Shul de Monsey      | Rabbi Zvi Hirsh Rabinowitz Ruv actuel de la Bobover Shul de Monsey      | Rabbi Zvi Hirsh Rabinowitz Ruv actuel de la Bobover Shul de Monsey      | Rabbi Zvi Hirsh Rabinowitz Ruv actuel de la Bobover Shul de Monsey      | Rabbi Zvi Hirsh Rabinowitz Ruv actuel de la Bobover Shul de Monsey      |  |  |  |  |  |  |  |  |  |  |  |  |  |  |  |  |  |  |  |  |
|                                                                                   |                                                                                   | | | | | | |                                                         |                                                         |                                                                                                |                                                                                                |                                                                                                |                                                                                                |                                                                                                |                                                                                                |                                                                        |                                                                        |                                                                        |                                                                        |                                                                        |                                                                        |                                                                       |                                                                       |                                                                                  |                                                                                  | Rabbi Hayim Yaakov Tauber Dayan actuel de la 48e rue                                            | Rabbi Hayim Yaakov Tauber Dayan actuel de la 48e rue                                            | Rabbi Hayim Yaakov Tauber Dayan actuel de la 48e rue                                            | Rabbi Hayim Yaakov Tauber Dayan actuel de la 48e rue                                            | Rabbi Hayim Yaakov Tauber Dayan actuel de la 48e rue                                            | Rabbi Hayim Yaakov Tauber Dayan actuel de la 48e rue                                            |                                                                          |                                                                          | 5. Rabbi Yehoshoua Rubin (b. 1952) Bobover Ruv actuel (contesté)                | 5. Rabbi Yehoshoua Rubin (b. 1952) Bobover Ruv actuel (contesté)                | 5. Rabbi Yehoshoua Rubin (b. 1952) Bobover Ruv actuel (contesté)                | 5. Rabbi Yehoshoua Rubin (b. 1952) Bobover Ruv actuel (contesté)                | 5. Rabbi Yehoshoua Rubin (b. 1952) Bobover Ruv actuel (contesté)                | 5. Rabbi Yehoshoua Rubin (b. 1952) Bobover Ruv actuel (contesté)                |                                           |                                           | Rabbi Zvi Hirsh Rabinowitz Ruv actuel de la Bobover Shul de Monsey      | Rabbi Zvi Hirsh Rabinowitz Ruv actuel de la Bobover Shul de Monsey      | Rabbi Zvi Hirsh Rabinowitz Ruv actuel de la Bobover Shul de Monsey      | Rabbi Zvi Hirsh Rabinowitz Ruv actuel de la Bobover Shul de Monsey      | Rabbi Zvi Hirsh Rabinowitz Ruv actuel de la Bobover Shul de Monsey      | Rabbi Zvi Hirsh Rabinowitz Ruv actuel de la Bobover Shul de Monsey      |  |  |  |  |  |  |  |  |  |  |  |  |  |  |  |  |  |  |  |  |
|                                                                                   |                                                                                   | | | | | | |                                                         |                                                         |                                                                                                |                                                                                                |                                                                                                |                                                                                                |                                                                                                |                                                                                                |                                                                        |                                                                        |                                                                        |                                                                        |                                                                        |                                                                        |                                                                       |                                                                       |                                                                                  |                                                                                  | Dame Halberstam                                                                                 | Dame Halberstam                                                                                 | Dame Halberstam                                                                                 | Dame Halberstam                                                                                 | Dame Halberstam                                                                                 | Dame Halberstam                                                                                 |                                                                          |                                                                          |                                                                                 |                                                                                 |                                                                                 |                                                                                 |                                                                                 |                                                                                 |                                           |                                           | Dame Rubin                                                              | Dame Rubin                                                              | Dame Rubin                                                              | Dame Rubin                                                              | Dame Rubin                                                              | Dame Rubin                                                              |  |  |  |  |  |  |  |  |  |  |  |  |  |  |  |  |  |  |  |  |
|                                                                                   |                                                                                   | | | | | | |                                                         |                                                         |                                                                                                |                                                                                                |                                                                                                |                                                                                                |                                                                                                |                                                                                                |                                                                        |                                                                        |                                                                        |                                                                        |                                                                        |                                                                        |                                                                       |                                                                       |                                                                                  |                                                                                  | Dame Halberstam                                                                                 | Dame Halberstam                                                                                 | Dame Halberstam                                                                                 | Dame Halberstam                                                                                 | Dame Halberstam                                                                                 | Dame Halberstam                                                                                 |                                                                          |                                                                          |                                                                                 |                                                                                 |                                                                                 |                                                                                 |                                                                                 |                                                                                 |                                           |                                           | Dame Rubin                                                              | Dame Rubin                                                              | Dame Rubin                                                              | Dame Rubin                                                              | Dame Rubin                                                              | Dame Rubin                                                              |  |  |  |  |  |  |  |  |  |  |  |  |  |  |  |  |  |  |  |  |
|                                                                                   |                                                                                   | | | | | Maître → Disciple | |                                                         |                                                         |                                                                                                |                                                                                                |                                                                                                |                                                                                                |                                                                                                |                                                                                                |                                                                        |                                                                        |                                                                        |                                                                        |                                                                        |                                                                        |                                                                       |                                                                       |                                                                                  |                                                                                  |                                                                                                 |                                                                                                 |                                                                                                 |                                                                                                 |                                                                                                 |                                                                                                 |                                                                          |                                                                          |                                                                                 |                                                                                 |                                                                                 |                                                                                 |                                                                                 |                                                                                 |                                           |                                           |                                                                         |                                                                         |                                                                         |                                                                         |                                                                         |                                                                         |  |  |  |  |  |  |  |  |  |  |  |  |  |  |  |  |  |  |  |  |
|                                                                                   |                                                                                   | | | | | | |                                                         |                                                         |                                                                                                |                                                                                                |                                                                                                |                                                                                                |                                                                                                |                                                                                                |                                                                        |                                                                        |                                                                        |                                                                        |                                                                        |                                                                        |                                                                       |                                                                       |                                                                                  |                                                                                  |                                                                                                 |                                                                                                 |                                                                                                 |                                                                                                 |                                                                                                 |                                                                                                 |                                                                          |                                                                          |                                                                                 |                                                                                 |                                                                                 |                                                                                 |                                                                                 |                                                                                 |                                           |                                           |                                                                         |                                                                         |                                                                         |                                                                         |                                                                         |                                                                         |  |  |  |  |  |  |  |  |  |  |  |  |  |  |  |  |  |  |  |  |
|                                                                                   |                                                                                   | | | | | | |                                                         |                                                         |                                                                                                |                                                                                                |                                                                                                |                                                                                                |                                                                                                |                                                                                                |                                                                        |                                                                        |                                                                        |                                                                        |                                                                        |                                                                        |                                                                       |                                                                       |                                                                                  |                                                                                  | Grand-rabbin Yonassan Binyamin Goldberger Rebbe de Bikofsk et Rosh Hakolel actuel de la 48e rue | Grand-rabbin Yonassan Binyamin Goldberger Rebbe de Bikofsk et Rosh Hakolel actuel de la 48e rue | Grand-rabbin Yonassan Binyamin Goldberger Rebbe de Bikofsk et Rosh Hakolel actuel de la 48e rue | Grand-rabbin Yonassan Binyamin Goldberger Rebbe de Bikofsk et Rosh Hakolel actuel de la 48e rue | Grand-rabbin Yonassan Binyamin Goldberger Rebbe de Bikofsk et Rosh Hakolel actuel de la 48e rue | Grand-rabbin Yonassan Binyamin Goldberger Rebbe de Bikofsk et Rosh Hakolel actuel de la 48e rue |                                                                          |                                                                          |                                                                                 |                                                                                 |                                                                                 |                                                                                 |                                                                                 |                                                                                 |                                           |                                           | Rabbi Meyer Yosef Eichenstein Present Rosh Hakolel of Bobov 45th Street | Rabbi Meyer Yosef Eichenstein Present Rosh Hakolel of Bobov 45th Street | Rabbi Meyer Yosef Eichenstein Present Rosh Hakolel of Bobov 45th Street | Rabbi Meyer Yosef Eichenstein Present Rosh Hakolel of Bobov 45th Street | Rabbi Meyer Yosef Eichenstein Present Rosh Hakolel of Bobov 45th Street | Rabbi Meyer Yosef Eichenstein Present Rosh Hakolel of Bobov 45th Street |  |  |  |  |  |  |  |  |  |  |  |  |  |  |  |  |  |  |  |  |
|                                                                                   |                                                                                   | | | | | Père → Fils | |                                                         |                                                         |                                                                                                |                                                                                                |                                                                                                |                                                                                                |                                                                                                |                                                                                                |                                                                        |                                                                        |                                                                        |                                                                        |                                                                        |                                                                        |                                                                       |                                                                       |                                                                                  |                                                                                  | Grand-rabbin Yonassan Binyamin Goldberger Rebbe de Bikofsk et Rosh Hakolel actuel de la 48e rue | Grand-rabbin Yonassan Binyamin Goldberger Rebbe de Bikofsk et Rosh Hakolel actuel de la 48e rue | Grand-rabbin Yonassan Binyamin Goldberger Rebbe de Bikofsk et Rosh Hakolel actuel de la 48e rue | Grand-rabbin Yonassan Binyamin Goldberger Rebbe de Bikofsk et Rosh Hakolel actuel de la 48e rue | Grand-rabbin Yonassan Binyamin Goldberger Rebbe de Bikofsk et Rosh Hakolel actuel de la 48e rue | Grand-rabbin Yonassan Binyamin Goldberger Rebbe de Bikofsk et Rosh Hakolel actuel de la 48e rue |                                                                          |                                                                          |                                                                                 |                                                                                 |                                                                                 |                                                                                 |                                                                                 |                                                                                 |                                           |                                           | Rabbi Meyer Yosef Eichenstein Present Rosh Hakolel of Bobov 45th Street | Rabbi Meyer Yosef Eichenstein Present Rosh Hakolel of Bobov 45th Street | Rabbi Meyer Yosef Eichenstein Present Rosh Hakolel of Bobov 45th Street | Rabbi Meyer Yosef Eichenstein Present Rosh Hakolel of Bobov 45th Street | Rabbi Meyer Yosef Eichenstein Present Rosh Hakolel of Bobov 45th Street | Rabbi Meyer Yosef Eichenstein Present Rosh Hakolel of Bobov 45th Street |  |  |  |  |  |  |  |  |  |  |  |  |  |  |  |  |  |  |  |  |
|                                                                                   |                                                                                   | | | | | | |                                                         |                                                         |                                                                                                |                                                                                                |                                                                                                |                                                                                                |                                                                                                |                                                                                                |                                                                        |                                                                        |                                                                        |                                                                        |                                                                        |                                                                        |                                                                       |                                                                       |                                                                                  |                                                                                  |                                                                                                 |                                                                                                 |                                                                                                 |                                                                                                 |                                                                                                 |                                                                                                 |                                                                          |                                                                          |                                                                                 |                                                                                 |                                                                                 |                                                                                 |                                                                                 |                                                                                 |                                           |                                           |                                                                         |                                                                         |                                                                         |                                                                         |                                                                         |                                                                         |  |  |  |  |  |  |  |  |  |  |  |  |  |  |  |  |  |  |  |  |
|                                                                                   |                                                                                   | | | | | | |                                                         |                                                         |                                                                                                |                                                                                                |                                                                                                |                                                                                                |                                                                                                |                                                                                                |                                                                        |                                                                        |                                                                        |                                                                        |                                                                        |                                                                        |                                                                       |                                                                       |                                                                                  |                                                                                  | Dame Halberstam                                                                                 |                                                                                                 |                                                                                                 |                                                                                                 |                                                                                                 |                                                                                                 |                                                                          |                                                                          |                                                                                 |                                                                                 |                                                                                 |                                                                                 |                                                                                 |                                                                                 |                                           |                                           |                                                                         |                                                                         |                                                                         |                                                                         |                                                                         |                                                                         |  |  |  |  |  |  |  |  |  |  |  |  |  |  |  |  |  |  |  |  |
|                                                                                   |                                                                                   | | | | | | |                                                         |                                                         |                                                                                                |                                                                                                |                                                                                                |                                                                                                |                                                                                                |                                                                                                |                                                                        |                                                                        |                                                                        |                                                                        |                                                                        |                                                                        |                                                                       |                                                                       |                                                                                  |                                                                                  |                                                                                                 |                                                                                                 |                                                                                                 |                                                                                                 |                                                                                                 |                                                                                                 |                                                                          |                                                                          |                                                                                 |                                                                                 |                                                                                 |                                                                                 |                                                                                 |                                                                                 |                                           |                                           |                                                                         |                                                                         |                                                                         |                                                                         |                                                                         |                                                                         |  |  |  |  |  |  |  |  |  |  |  |  |  |  |  |  |  |  |  |  |
|                                                                                   |                                                                                   | | | | | Mari ↔ Femme | |                                                         |                                                         |                                                                                                |                                                                                                |                                                                                                |                                                                                                |                                                                                                |                                                                                                |                                                                        |                                                                        |                                                                        |                                                                        |                                                                        |                                                                        |                                                                       |                                                                       |                                                                                  |                                                                                  |                                                                                                 |                                                                                                 |                                                                                                 |                                                                                                 |                                                                                                 |                                                                                                 |                                                                          |                                                                          |                                                                                 |                                                                                 |                                                                                 |                                                                                 |                                                                                 |                                                                                 |                                           |                                           |                                                                         |                                                                         |                                                                         |                                                                         |                                                                         |                                                                         |  |  |  |  |  |  |  |  |  |  |  |  |  |  |  |  |  |  |  |  |
|                                                                                   |                                                                                   | | | | | | |                                                         |                                                         |                                                                                                |                                                                                                |                                                                                                |                                                                                                |                                                                                                |                                                                                                |                                                                        |                                                                        |                                                                        |                                                                        |                                                                        |                                                                        |                                                                       |                                                                       |                                                                                  |                                                                                  | Rabbin Ben Zion Blum Bobover Dayan de Londres                                                   |                                                                                                 |                                                                                                 |                                                                                                 |                                                                                                 |                                                                                                 |                                                                          |                                                                          |                                                                                 |                                                                                 |                                                                                 |                                                                                 |                                                                                 |                                                                                 |                                           |                                           |                                                                         |                                                                         |                                                                         |                                                                         |                                                                         |                                                                         |  |  |  |  |  |  |  |  |  |  |  |  |  |  |  |  |  |  |  |  |
|                                                                                   |                                                                                   | | | | | | |                                                         |                                                         |                                                                                                |                                                                                                |                                                                                                |                                                                                                |                                                                                                |                                                                                                |                                                                        |                                                                        |                                                                        |                                                                        |                                                                        |                                                                        |                                                                       |                                                                       |                                                                                  |                                                                                  |                                                                                                 |                                                                                                 |                                                                                                 |                                                                                                 |                                                                                                 |                                                                                                 |                                                                          |                                                                          |                                                                                 |                                                                                 |                                                                                 |                                                                                 |                                                                                 |                                                                                 |                                           |                                           |                                                                         |                                                                         |                                                                         |                                                                         |                                                                         |                                                                         |  |  |  |  |  |  |  |  |  |  |  |  |  |  |  |  |  |  |  |  |
|                                                                                   |                                                                                   | | | | | | |                                                         |                                                         |                                                                                                |                                                                                                |                                                                                                |                                                                                                |                                                                                                |                                                                                                |                                                                        |                                                                        |                                                                        |                                                                        |                                                                        |                                                                        |                                                                       |                                                                       |                                                                                  |                                                                                  | Dame Halberstam                                                                                 |                                                                                                 |                                                                                                 |                                                                                                 |                                                                                                 |                                                                                                 |                                                                          |                                                                          |                                                                                 |                                                                                 |                                                                                 |                                                                                 |                                                                                 |                                                                                 |                                           |                                           |                                                                         |                                                                         |                                                                         |                                                                         |                                                                         |                                                                         |  |  |  |  |  |  |  |  |  |  |  |  |  |  |  |  |  |  |  |  |
|                                                                                   |                                                                                   | | | | | | |                                                         |                                                         |                                                                                                |                                                                                                |                                                                                                |                                                                                                |                                                                                                |                                                                                                |                                                                        |                                                                        |                                                                        |                                                                        |                                                                        |                                                                        |                                                                       |                                                                       |                                                                                  |                                                                                  |                                                                                                 |                                                                                                 |                                                                                                 |                                                                                                 |                                                                                                 |                                                                                                 |                                                                          |                                                                          |                                                                                 |                                                                                 |                                                                                 |                                                                                 |                                                                                 |                                                                                 |                                           |                                           |                                                                         |                                                                         |                                                                         |                                                                         |                                                                         |                                                                         |  |  |  |  |  |  |  |  |  |  |  |  |  |  |  |  |  |  |  |  |
|                                                                                   |                                                                                   | | | | | | |                                                         |                                                         |                                                                                                |                                                                                                |                                                                                                |                                                                                                |                                                                                                |                                                                                                |                                                                        |                                                                        |                                                                        |                                                                        |                                                                        |                                                                        |                                                                       |                                                                       |                                                                                  |                                                                                  |                                                                                                 |                                                                                                 |                                                                                                 |                                                                                                 |                                                                                                 |                                                                                                 |                                                                          |                                                                          |                                                                                 |                                                                                 |                                                                                 |                                                                                 |                                                                                 |                                                                                 |                                           |                                           |                                                                         |                                                                         |                                                                         |                                                                         |                                                                         |                                                                         |  |  |  |  |  |  |  |  |  |  |  |  |  |  |  |  |  |  |  |  |
|                                                                                   |                                                                                   | | | | | | |                                                         |                                                         |                                                                                                |                                                                                                |                                                                                                |                                                                                                |                                                                                                |                                                                                                |                                                                        |                                                                        |                                                                        |                                                                        |                                                                        |                                                                        |                                                                       |                                                                       |                                                                                  |                                                                                  | Rabbin Yaakov Yisroel Meisles Bobover Ruv de Kiryat Bobov à Bat Yam                             |                                                                                                 |                                                                                                 |                                                                                                 |                                                                                                 |                                                                                                 |                                                                          |                                                                          |                                                                                 |                                                                                 |                                                                                 |                                                                                 |                                                                                 |                                                                                 |                                           |                                           |                                                                         |                                                                         |                                                                         |                                                                         |                                                                         |                                                                         |  |  |  |  |  |  |  |  |  |  |  |  |  |  |  |  |  |  |  |  |
|                                                                                   |                                                                                   | | | | | | |                                                         |                                                         |                                                                                                |                                                                                                |                                                                                                |                                                                                                |                                                                                                |                                                                                                |                                                                        |                                                                        |                                                                        |                                                                        |                                                                        |                                                                        |                                                                       |                                                                       |                                                                                  |                                                                                  |                                                                                                 |                                                                                                 |                                                                                                 |                                                                                                 |                                                                                                 |                                                                                                 |                                                                          |                                                                          |                                                                                 |                                                                                 |                                                                                 |                                                                                 |                                                                                 |                                                                                 |                                           |                                           |                                                                         |                                                                         |                                                                         |                                                                         |                                                                         |                                                                         |  |  |  |  |  |  |  |  |  |  |  |  |  |  |  |  |  |  |  |  |
|                                                                                   |                                                                                   | | | | | | |                                                         |                                                         |                                                                                                |                                                                                                |                                                                                                |                                                                                                |                                                                                                |                                                                                                |                                                                        |                                                                        |                                                                        |                                                                        |                                                                        |                                                                        |                                                                       |                                                                       |                                                                                  |                                                                                  | Dame Halberstam                                                                                 |                                                                                                 |                                                                                                 |                                                                                                 |                                                                                                 |                                                                                                 |                                                                          |                                                                          |                                                                                 |                                                                                 |                                                                                 |                                                                                 |                                                                                 |                                                                                 |                                           |                                           |                                                                         |                                                                         |                                                                         |                                                                         |                                                                         |                                                                         |  |  |  |  |  |  |  |  |  |  |  |  |  |  |  |  |  |  |  |  |
|                                                                                   |                                                                                   | | | | | | |                                                         |                                                         |                                                                                                |                                                                                                |                                                                                                |                                                                                                |                                                                                                |                                                                                                |                                                                        |                                                                        |                                                                        |                                                                        |                                                                        |                                                                        |                                                                       |                                                                       |                                                                                  |                                                                                  |                                                                                                 |                                                                                                 |                                                                                                 |                                                                                                 |                                                                                                 |                                                                                                 |                                                                          |                                                                          |                                                                                 |                                                                                 |                                                                                 |                                                                                 |                                                                                 |                                                                                 |                                           |                                           |                                                                         |                                                                         |                                                                         |                                                                         |                                                                         |                                                                         |  |  |  |  |  |  |  |  |  |  |  |  |  |  |  |  |  |  |  |  |
|                                                                                   |                                                                                   | | | | | | |                                                         |                                                         |                                                                                                |                                                                                                |                                                                                                |                                                                                                |                                                                                                |                                                                                                |                                                                        |                                                                        |                                                                        |                                                                        |                                                                        |                                                                        |                                                                       |                                                                       |                                                                                  |                                                                                  |                                                                                                 |                                                                                                 |                                                                                                 |                                                                                                 |                                                                                                 |                                                                                                 |                                                                          |                                                                          |                                                                                 |                                                                                 |                                                                                 |                                                                                 |                                                                                 |                                                                                 |                                           |                                           |                                                                         |                                                                         |                                                                         |                                                                         |                                                                         |                                                                         |  |  |  |  |  |  |  |  |  |  |  |  |  |  |  |  |  |  |  |  |
|                                                                                   |                                                                                   | | | | | | |                                                         |                                                         |                                                                                                |                                                                                                |                                                                                                |                                                                                                |                                                                                                |                                                                                                |                                                                        |                                                                        |                                                                        |                                                                        |                                                                        |                                                                        |                                                                       |                                                                       |                                                                                  |                                                                                  | Rabbin Boruch Avraham Horowitz Rosh yeshiva actuel de la 48e rue                                |                                                                                                 |                                                                                                 |                                                                                                 |                                                                                                 |                                                                                                 |                                                                          |                                                                          |                                                                                 |                                                                                 |                                                                                 |                                                                                 |                                                                                 |                                                                                 |                                           |                                           |                                                                         |                                                                         |                                                                         |                                                                         |                                                                         |                                                                         |  |  |  |  |  |  |  |  |  |  |  |  |  |  |  |  |  |  |  |  |
|                                                                                   |                                                                                   | | | | | | |                                                         |                                                         |                                                                                                |                                                                                                |                                                                                                |                                                                                                |                                                                                                |                                                                                                |                                                                        |                                                                        |                                                                        |                                                                        |                                                                        |                                                                        |                                                                       |                                                                       |                                                                                  |                                                                                  |                                                                                                 |                                                                                                 |                                                                                                 |                                                                                                 |                                                                                                 |                                                                                                 |                                                                          |                                                                          |                                                                                 |                                                                                 |                                                                                 |                                                                                 |                                                                                 |                                                                                 |                                           |                                           |                                                                         |                                                                         |                                                                         |                                                                         |                                                                         |                                                                         |  |  |  |  |  |  |  |  |  |  |  |  |  |  |  |  |  |  |  |  |
|                                                                                   |                                                                                   | | | | | | |                                                         |                                                         |                                                                                                |                                                                                                |                                                                                                |                                                                                                |                                                                                                |                                                                                                |                                                                        |                                                                        |                                                                        |                                                                        |                                                                        |                                                                        |                                                                       |                                                                       |                                                                                  |                                                                                  | Rabbin Baruch Dovid Halberstam Sorvosher Ruv                                                    |                                                                                                 |                                                                                                 |                                                                                                 |                                                                                                 |                                                                                                 |                                                                          |                                                                          |                                                                                 |                                                                                 |                                                                                 |                                                                                 |                                                                                 |                                                                                 |                                           |                                           |                                                                         |                                                                         |                                                                         |                                                                         |                                                                         |                                                                         |  |  |  |  |  |  |  |  |  |  |  |  |  |  |  |  |  |  |  |  |
|                                                                                   |                                                                                   | | | | | | |                                                         |                                                         |                                                                                                |                                                                                                |                                                                                                |                                                                                                |                                                                                                |                                                                                                |                                                                        |                                                                        |                                                                        |                                                                        |                                                                        |                                                                        |                                                                       |                                                                       |                                                                                  |                                                                                  |                                                                                                 |                                                                                                 |                                                                                                 |                                                                                                 |                                                                                                 |                                                                                                 |                                                                          |                                                                          |                                                                                 |                                                                                 |                                                                                 |                                                                                 |                                                                                 |                                                                                 |                                           |                                           |                                                                         |                                                                         |                                                                         |                                                                         |                                                                         |                                                                         |  |  |  |  |  |  |  |  |  |  |  |  |  |  |  |  |  |  |  |  |
|                                                                                   |                                                                                   | | | | | | |                                                         |                                                         |                                                                                                |                                                                                                |                                                                                                |                                                                                                |                                                                                                |                                                                                                |                                                                        |                                                                        | Rabbin Hayim Yehoshoua Halberstam                                      |                                                                        |                                                                        |                                                                        |                                                                       |                                                                       |                                                                                  |                                                                                  |                                                                                                 |                                                                                                 |                                                                                                 |                                                                                                 |                                                                                                 |                                                                                                 |                                                                          |                                                                          |                                                                                 |                                                                                 |                                                                                 |                                                                                 |                                                                                 |                                                                                 |                                           |                                           |                                                                         |                                                                         |                                                                         |                                                                         |                                                                         |                                                                         |  |  |  |  |  |  |  |  |  |  |  |  |  |  |  |  |  |  |  |  |
|                                                                                   |                                                                                   | | | | | | |                                                         |                                                         |                                                                                                |                                                                                                |                                                                                                |                                                                                                |                                                                                                |                                                                                                |                                                                        |                                                                        |                                                                        |                                                                        |                                                                        |                                                                        |                                                                       |                                                                       |                                                                                  |                                                                                  |                                                                                                 |                                                                                                 |                                                                                                 |                                                                                                 |                                                                                                 |                                                                                                 |                                                                          |                                                                          |                                                                                 |                                                                                 |                                                                                 |                                                                                 |                                                                                 |                                                                                 |                                           |                                           |                                                                         |                                                                         |                                                                         |                                                                         |                                                                         |                                                                         |  |  |  |  |  |  |  |  |  |  |  |  |  |  |  |  |  |  |  |  |
|                                                                                   |                                                                                   | | | | | | |                                                         |                                                         |                                                                                                |                                                                                                |                                                                                                |                                                                                                |                                                                                                |                                                                                                |                                                                        |                                                                        |                                                                        |                                                                        |                                                                        |                                                                        |                                                                       |                                                                       |                                                                                  |                                                                                  | Grand-rabbin Yaakov Yossef Halberstam Ruv de Beth Midrash Zichroin Chaim Yehoshua               | Grand-rabbin Yaakov Yossef Halberstam Ruv de Beth Midrash Zichroin Chaim Yehoshua               | Grand-rabbin Yaakov Yossef Halberstam Ruv de Beth Midrash Zichroin Chaim Yehoshua               | Grand-rabbin Yaakov Yossef Halberstam Ruv de Beth Midrash Zichroin Chaim Yehoshua               | Grand-rabbin Yaakov Yossef Halberstam Ruv de Beth Midrash Zichroin Chaim Yehoshua               | Grand-rabbin Yaakov Yossef Halberstam Ruv de Beth Midrash Zichroin Chaim Yehoshua               |                                                                          |                                                                          | Grand-rabbin Hayim Yehoshoua Halberstam Rebbe de Satmar à Monsey                | Grand-rabbin Hayim Yehoshoua Halberstam Rebbe de Satmar à Monsey                | Grand-rabbin Hayim Yehoshoua Halberstam Rebbe de Satmar à Monsey                | Grand-rabbin Hayim Yehoshoua Halberstam Rebbe de Satmar à Monsey                | Grand-rabbin Hayim Yehoshoua Halberstam Rebbe de Satmar à Monsey                | Grand-rabbin Hayim Yehoshoua Halberstam Rebbe de Satmar à Monsey                |                                           |                                           |                                                                         |                                                                         |                                                                         |                                                                         |                                                                         |                                                                         |  |  |  |  |  |  |  |  |  |  |  |  |  |  |  |  |  |  |  |  |
|                                                                                   |                                                                                   | | | | | | |                                                         |                                                         |                                                                                                |                                                                                                |                                                                                                |                                                                                                |                                                                                                |                                                                                                |                                                                        |                                                                        |                                                                        |                                                                        |                                                                        |                                                                        |                                                                       |                                                                       |                                                                                  |                                                                                  | Grand-rabbin Yaakov Yossef Halberstam Ruv de Beth Midrash Zichroin Chaim Yehoshua               | Grand-rabbin Yaakov Yossef Halberstam Ruv de Beth Midrash Zichroin Chaim Yehoshua               | Grand-rabbin Yaakov Yossef Halberstam Ruv de Beth Midrash Zichroin Chaim Yehoshua               | Grand-rabbin Yaakov Yossef Halberstam Ruv de Beth Midrash Zichroin Chaim Yehoshua               | Grand-rabbin Yaakov Yossef Halberstam Ruv de Beth Midrash Zichroin Chaim Yehoshua               | Grand-rabbin Yaakov Yossef Halberstam Ruv de Beth Midrash Zichroin Chaim Yehoshua               |                                                                          |                                                                          | Grand-rabbin Hayim Yehoshoua Halberstam Rebbe de Satmar à Monsey                | Grand-rabbin Hayim Yehoshoua Halberstam Rebbe de Satmar à Monsey                | Grand-rabbin Hayim Yehoshoua Halberstam Rebbe de Satmar à Monsey                | Grand-rabbin Hayim Yehoshoua Halberstam Rebbe de Satmar à Monsey                | Grand-rabbin Hayim Yehoshoua Halberstam Rebbe de Satmar à Monsey                | Grand-rabbin Hayim Yehoshoua Halberstam Rebbe de Satmar à Monsey                |                                           |                                           |                                                                         |                                                                         |                                                                         |                                                                         |                                                                         |                                                                         |  |  |  |  |  |  |  |  |  |  |  |  |  |  |  |  |  |  |  |  |
|                                                                                   |                                                                                   | | | | | | |                                                         |                                                         |                                                                                                |                                                                                                |                                                                                                |                                                                                                |                                                                                                |                                                                                                |                                                                        |                                                                        |                                                                        |                                                                        |                                                                        |                                                                        |                                                                       |                                                                       |                                                                                  |                                                                                  |                                                                                                 |                                                                                                 |                                                                                                 |                                                                                                 |                                                                                                 |                                                                                                 |                                                                          |                                                                          |                                                                                 |                                                                                 |                                                                                 |                                                                                 |                                                                                 |                                                                                 |                                           |                                           |                                                                         |                                                                         |                                                                         |                                                                         |                                                                         |                                                                         |  |  |  |  |  |  |  |  |  |  |  |  |  |  |  |  |  |  |  |  |
|                                                                                   |                                                                                   | | | | | | |                                                         |                                                         |                                                                                                |                                                                                                |                                                                                                |                                                                                                |                                                                                                |                                                                                                |                                                                        |                                                                        |                                                                        |                                                                        |                                                                        |                                                                        |                                                                       |                                                                       |                                                                                  |                                                                                  | Grand-rabbin Yehiel Halberstam Pokshivnitzer Rebbe of Monsey, NY                                |                                                                                                 |                                                                                                 |                                                                                                 |                                                                                                 |                                                                                                 |                                                                          |                                                                          |                                                                                 |                                                                                 |                                                                                 |                                                                                 |                                                                                 |                                                                                 |                                           |                                           |                                                                         |                                                                         |                                                                         |                                                                         |                                                                         |                                                                         |  |  |  |  |  |  |  |  |  |  |  |  |  |  |  |  |  |  |  |  |
|                                                                                   |                                                                                   | | | | | | |                                                         |                                                         |                                                                                                |                                                                                                |                                                                                                |                                                                                                |                                                                                                |                                                                                                |                                                                        |                                                                        |                                                                        |                                                                        |                                                                        |                                                                        |                                                                       |                                                                       |                                                                                  |                                                                                  |                                                                                                 |                                                                                                 |                                                                                                 |                                                                                                 |                                                                                                 |                                                                                                 |                                                                          |                                                                          |                                                                                 |                                                                                 |                                                                                 |                                                                                 |                                                                                 |                                                                                 |                                           |                                           |                                                                         |                                                                         |                                                                         |                                                                         |                                                                         |                                                                         |  |  |  |  |  |  |  |  |  |  |  |  |  |  |  |  |  |  |  |  |
|                                                                                   |                                                                                   | | | | | | |                                                         |                                                         |                                                                                                |                                                                                                |                                                                                                |                                                                                                |                                                                                                |                                                                                                |                                                                        |                                                                        |                                                                        |                                                                        |                                                                        |                                                                        |                                                                       |                                                                       |                                                                                  |                                                                                  |                                                                                                 |                                                                                                 |                                                                                                 |                                                                                                 |                                                                                                 |                                                                                                 |                                                                          |                                                                          |                                                                                 |                                                                                 |                                                                                 |                                                                                 |                                                                                 |                                                                                 |                                           |                                           |                                                                         |                                                                         |                                                                         |                                                                         |                                                                         |                                                                         |  |  |  |  |  |  |  |  |  |  |  |  |  |  |  |  |  |  |  |  |
|                                                                                   |                                                                                   | | | | | | |                                                         |                                                         |                                                                                                |                                                                                                |                                                                                                |                                                                                                |                                                                                                |                                                                                                |                                                                        |                                                                        | Grand-rabbin Yehezkel Dovid Halberstam Pokshivnitzer Rebbe             | Grand-rabbin Yehezkel Dovid Halberstam Pokshivnitzer Rebbe             | Grand-rabbin Yehezkel Dovid Halberstam Pokshivnitzer Rebbe             | Grand-rabbin Yehezkel Dovid Halberstam Pokshivnitzer Rebbe             | Grand-rabbin Yehezkel Dovid Halberstam Pokshivnitzer Rebbe            | Grand-rabbin Yehezkel Dovid Halberstam Pokshivnitzer Rebbe            |                                                                                  |                                                                                  | Grand-rabbin Chaim Halberstam Pokshivnitzer Rebbe de Flatbush                                   | Grand-rabbin Chaim Halberstam Pokshivnitzer Rebbe de Flatbush                                   | Grand-rabbin Chaim Halberstam Pokshivnitzer Rebbe de Flatbush                                   | Grand-rabbin Chaim Halberstam Pokshivnitzer Rebbe de Flatbush                                   | Grand-rabbin Chaim Halberstam Pokshivnitzer Rebbe de Flatbush                                   | Grand-rabbin Chaim Halberstam Pokshivnitzer Rebbe de Flatbush                                   |                                                                          |                                                                          |                                                                                 |                                                                                 |                                                                                 |                                                                                 |                                                                                 |                                                                                 |                                           |                                           |                                                                         |                                                                         |                                                                         |                                                                         |                                                                         |                                                                         |  |  |  |  |  |  |  |  |  |  |  |  |  |  |  |  |  |  |  |  |
|                                                                                   |                                                                                   | | | | | | |                                                         |                                                         |                                                                                                |                                                                                                |                                                                                                |                                                                                                |                                                                                                |                                                                                                |                                                                        |                                                                        | Grand-rabbin Yehezkel Dovid Halberstam Pokshivnitzer Rebbe             | Grand-rabbin Yehezkel Dovid Halberstam Pokshivnitzer Rebbe             | Grand-rabbin Yehezkel Dovid Halberstam Pokshivnitzer Rebbe             | Grand-rabbin Yehezkel Dovid Halberstam Pokshivnitzer Rebbe             | Grand-rabbin Yehezkel Dovid Halberstam Pokshivnitzer Rebbe            | Grand-rabbin Yehezkel Dovid Halberstam Pokshivnitzer Rebbe            |                                                                                  |                                                                                  | Grand-rabbin Chaim Halberstam Pokshivnitzer Rebbe de Flatbush                                   | Grand-rabbin Chaim Halberstam Pokshivnitzer Rebbe de Flatbush                                   | Grand-rabbin Chaim Halberstam Pokshivnitzer Rebbe de Flatbush                                   | Grand-rabbin Chaim Halberstam Pokshivnitzer Rebbe de Flatbush                                   | Grand-rabbin Chaim Halberstam Pokshivnitzer Rebbe de Flatbush                                   | Grand-rabbin Chaim Halberstam Pokshivnitzer Rebbe de Flatbush                                   |                                                                          |                                                                          |                                                                                 |                                                                                 |                                                                                 |                                                                                 |                                                                                 |                                                                                 |                                           |                                           |                                                                         |                                                                         |                                                                         |                                                                         |                                                                         |                                                                         |  |  |  |  |  |  |  |  |  |  |  |  |  |  |  |  |  |  |  |  |
|                                                                                   |                                                                                   | | | | | | |                                                         |                                                         |                                                                                                |                                                                                                |                                                                                                |                                                                                                |                                                                                                |                                                                                                |                                                                        |                                                                        |                                                                        |                                                                        |                                                                        |                                                                        |                                                                       |                                                                       |                                                                                  |                                                                                  |                                                                                                 |                                                                                                 |                                                                                                 |                                                                                                 |                                                                                                 |                                                                                                 |                                                                          |                                                                          |                                                                                 |                                                                                 |                                                                                 |                                                                                 |                                                                                 |                                                                                 |                                           |                                           |                                                                         |                                                                         |                                                                         |                                                                         |                                                                         |                                                                         |  |  |  |  |  |  |  |  |  |  |  |  |  |  |  |  |  |  |  |  |
|                                                                                   |                                                                                   | | | | | | |                                                         |                                                         |                                                                                                |                                                                                                |                                                                                                |                                                                                                |                                                                                                |                                                                                                |                                                                        |                                                                        |                                                                        |                                                                        |                                                                        |                                                                        |                                                                       |                                                                       |                                                                                  |                                                                                  | Grand-rabbin Ben Zion Avraham Halberstam Pokshivnitzer Rebbe de Flatbush                        |                                                                                                 |                                                                                                 |                                                                                                 |                                                                                                 |                                                                                                 |                                                                          |                                                                          |                                                                                 |                                                                                 |                                                                                 |                                                                                 |                                                                                 |                                                                                 |                                           |                                           |                                                                         |                                                                         |                                                                         |                                                                         |                                                                         |                                                                         |  |  |  |  |  |  |  |  |  |  |  |  |  |  |  |  |  |  |  |  |
|                                                                                   |                                                                                   | | | | | | |                                                         |                                                         |                                                                                                |                                                                                                |                                                                                                |                                                                                                |                                                                                                |                                                                                                |                                                                        |                                                                        |                                                                        |                                                                        |                                                                        |                                                                        |                                                                       |                                                                       |                                                                                  |                                                                                  |                                                                                                 |                                                                                                 |                                                                                                 |                                                                                                 |                                                                                                 |                                                                                                 |                                                                          |                                                                          |                                                                                 |                                                                                 |                                                                                 |                                                                                 |                                                                                 |                                                                                 |                                           |                                           |                                                                         |                                                                         |                                                                         |                                                                         |                                                                         |                                                                         |  |  |  |  |  |  |  |  |  |  |  |  |  |  |  |  |  |  |  |  |
|                                                                                   |                                                                                   | | | | | | |                                                         |                                                         |                                                                                                |                                                                                                |                                                                                                |                                                                                                |                                                                                                |                                                                                                |                                                                        |                                                                        |                                                                        |                                                                        |                                                                        |                                                                        |                                                                       |                                                                       |                                                                                  |                                                                                  |                                                                                                 |                                                                                                 |                                                                                                 |                                                                                                 |                                                                                                 |                                                                                                 |                                                                          |                                                                          |                                                                                 |                                                                                 |                                                                                 |                                                                                 |                                                                                 |                                                                                 |                                           |                                           |                                                                         |                                                                         |                                                                         |                                                                         |                                                                         |                                                                         |  |  |  |  |  |  |  |  |  |  |  |  |  |  |  |  |  |  |  |  |
|                                                                                   |                                                                                   | | | | | | |                                                         |                                                         |                                                                                                |                                                                                                |                                                                                                |                                                                                                |                                                                                                |                                                                                                |                                                                        |                                                                        |                                                                        |                                                                        |                                                                        |                                                                        |                                                                       |                                                                       |                                                                                  |                                                                                  | Grand-rabbin Shloïme Halberstam Pokshivnitzer Rebbe de Lakewood                                 |                                                                                                 |                                                                                                 |                                                                                                 |                                                                                                 |                                                                                                 |                                                                          |                                                                          |                                                                                 |                                                                                 |                                                                                 |                                                                                 |                                                                                 |                                                                                 |                                           |                                           |                                                                         |                                                                         |                                                                         |                                                                         |                                                                         |                                                                         |  |  |  |  |  |  |  |  |  |  |  |  |  |  |  |  |  |  |  |  |
|                                                                                   |                                                                                   | | | | | | |                                                         |                                                         |                                                                                                |                                                                                                |                                                                                                |                                                                                                |                                                                                                |                                                                                                |                                                                        |                                                                        |                                                                        |                                                                        |                                                                        |                                                                        |                                                                       |                                                                       |                                                                                  |                                                                                  |                                                                                                 |                                                                                                 |                                                                                                 |                                                                                                 |                                                                                                 |                                                                                                 |                                                                          |                                                                          |                                                                                 |                                                                                 |                                                                                 |                                                                                 |                                                                                 |                                                                                 |                                           |                                           |                                                                         |                                                                         |                                                                         |                                                                         |                                                                         |                                                                         |  |  |  |  |  |  |  |  |  |  |  |  |  |  |  |  |  |  |  |  |

## Œuvres Bobover importantes
Outre les livres révérés par tous les Hassidim, les Bobover chérissent tout particulièrement le Kedoushas Tzion du second Bobover Rebbe (publié par le troisième Bobover Rebbe) et le Kerem Shlomo du troisième Bobover Rebbe. Les versions du siddour utilisé par les Bobover sont appelées Tzelosa DeShlomo et Tefilas Rav.